# 和田幹彦
和田 幹彦（わだ みきひこ）は、日本の法学者。法政大学法学部教授。学位は、法学博士（法政大学）。
専門は、民法（家族法）、
先端分野の「法と遺伝学」および「法と進化生物学・進化心理学」。

## 経歴
- 横浜市生まれ。
- アメリカ合衆国カリフォルニア州オーランド高等学校卒。
- 灘高等学校卒。
- 東京大学法学部卒業後、日本興業銀行入社。ドイツのミュンヘン大学法学部博士課程に留学。
- スイス興銀勤務後、銀行を退社。
- 再びミュンヘン大学法学部博士課程在籍。
- 1992年～1996年、東京大学大学院法学政治学研究科附属比較法政国際センターに、当初一年は研究員として、その後三年は講師として在任。
- 1996年、法政大学法学部助教授就任、翌年、教授となり、現在に至る。
- 2013年に法政大学にて博士号取得（法学）。

現在、法政大学法学部紀要『法学志林』に、「『法と進化生物学』・『法と進化心理学』序論―方法論と可能性」を連載中であり、タイトルの内容に加えて、法と遺伝学、法と脳科学・神経科学、法と進化倫理学といった先端領域についても論じている。

## 著書
- 『家制度の廃止－－占領期の憲法・民法・戸籍法改正過程』（2010年、信山社）
- 『法と遺伝学』（編集代表を務めた共著、2005年、法政大学現代法研究所）

資料　元GHQ民政局次長 故チャールズ・L・ケーデイス氏へのインタビュー(1993年)-憲法２４条の成立と、民法・戸籍法の「家」制度の改廃過程-法政大学：法学志林 第９４巻第２号１３３－１５８頁